# Flavio Chigi (1810–1885)
Flavio Chigi (ur. 31 maja 1810 w Rzymie, zm. 15 lutego 1885 tamże) – włoski duchowny katolicki, kardynał.

## Życiorys
Święcenia kapłańskie przyjął 17 grudnia 1853. Mianowany biskupem tytularnym Myra i nuncjuszem apostolski w Bawarii 19 czerwca 1856. Sakrę biskupią otrzymał 6 lipca 1856 z rąk papieża Piusa IX w kaplicy paulińskiej pałacu Apostolskiego na Kwirynale. 1 października 1861 mianowany nuncjuszem apostolskim we Francji. Kreowany kardynałem prezbiterem Santa Maria del Popolo na konsystorzu 22 grudnia 1873. Archiprezbiter bazyliki św. Piotra w latach 1876–1885.
Kamerling Świętego Kolegium Kardynałów w latach 1881–1882. Pochowany na cmentarzu Campo Verano